# 木村沙友希

木村 沙友希（きむら さゆき、1984年7月14日 - ）は、静岡県出身の競艇選手。登録番号4317。身長153cm。血液型B型。95期。師匠は今坂勝広。同期に峰竜太、海野康志郎、西村美智子らがいる。

## 来歴
- やまと競艇学校時代、リーグ戦勝率5.36（準優出1、優出1）の成績を残した。
- 2004年11月10日、津競艇場でデビュー（6着）。
- 2005年5月10日、多摩川競艇場での女子リーグ戦で初勝利（68走目）
- 2009年9月13日、浜名湖競艇場での「浜名湖ビューティーアタック」で初優出（返還欠場）。